# Benjamin Gwinn Harris
Benjamin Gwinn Harris (ur. 13 grudnia 1805, zm. 4 kwietnia 1895) – amerykański polityk i prawnik związany z Partią Demokratyczną. W latach 1863–1867 przez dwie kadencje Kongresu Stanów Zjednoczonych był przedstawicielem piątego okręgu wyborczego w stanie Maryland w Izbie Reprezentantów Stanów Zjednoczonych.
W maju 1865 roku sąd wojskowy w Waszyngtonie skazał go na trzy lata więzienia i dożywotni zakaz sprawowania funkcji rządowych za udzielanie schronienia dwóm żołnierzom Skonfederowanych Stanów Ameryki. Wyrok został jednak później umorzony decyzją prezydenta Andrew Johnsona.